# Бољетин (Мајданпек)
Бољетин је насеље у Србији у општини Мајданпек у Борском округу. Према попису из 2022. у насељу је било 356 становника (према попису из 2011. било је 512 становника).
У близини села, на обали Дунава, се налази локалитет Власац археолошког налазишта из доба мезолита који је остао потопљен издизањем нивоа Дунава због формирања акумулационог језера хидроелектране Ђердап. Овде су локалитет Бунар и Турско гробље.
Овде се налази Кањон Бољетинске реке.
По једном новинском чланку, село је настало 1850-тих када су печалбари и избеглице са Косова овде почели да праве куће са својим женама Румункама.

## Демографија
Према последњем попису из 2022. године унасељу је живело 356 становника што је за 156 мање у односу на 2011. када је на попису било 512 становника. У насељу живи 321 пунолетних становника, а просечна старост становништва износи 49,96 година (48,54 код мушкараца и 51,47 код жена).
Према подацима пописа из 2022. у насељу има 150 домаћинства, а просечан број чланова по домаћинству је 2,37. а према истом попису у насељу има 351 стамбених јединица од којих је 148 насељених.
Ово насеље је углавном насељено Србима (према попису из 2022. године), а у последња три пописа, примећен је пад у броју становника.
|  |

| Демографија | Демографија | Демографија |
| Година      | Становника  | Становника  |
| ----------- | ----------- | ----------- |
| 1948.       | 1.257       |             |
| 1953.       | 1.331       |             |
| 1961.       | 1.334       |             |
| 1971.       | 1.172       |             |
| 1981.       | 987         |             |
| 1991.       | 803         | 788         |
| 2002.       | 672         | 707         |
| 2011.       | 512         |             |
| 2022.       | 356         |             |

| Етнички састав према попису из 2002.‍ | Етнички састав према попису из 2002.‍ | Етнички састав према попису из 2002.‍ | Етнички састав према попису из 2002.‍ | Етнички састав према попису из 2002.‍ |
| ------------------------------------ | ------------------------------------ | ------------------------------------ | ------------------------------------ | ------------------------------------ |
|                                      |                                      |                                      |                                      |                                      |
| Срби                                 | Срби                                 |                                      | 590                                  | 87,79%                               |
| Власи                                | Власи                                |                                      | 70                                   | 10,41%                               |
| Македонци                            | Македонци                            |                                      | 1                                    | 0,14%                                |
| Југословени                          | Југословени                          |                                      | 1                                    | 0,14%                                |
| непознато                            | непознато                            |                                      | 0                                    | 0,0%                                 |

| Година пописа     | 1948. | 1953. | 1961. | 1971. | 1981. | 1991. | 2002. |
| ----------------- | ----- | ----- | ----- | ----- | ----- | ----- | ----- |
| Број домаћинстава | 234   | 265   | 286   | 299   | 278   | 262   | 257   |

| Број чланова      | 1  | 2  | 3  | 4  | 5  | 6 | 7 | 8 | 9 | 10 и више | Просек |
| ----------------- | -- | -- | -- | -- | -- | - | - | - | - | --------- | ------ |
| Број домаћинстава | 57 | 84 | 41 | 56 | 14 | 5 | 0 | 0 | 0 | 0         | 2,61   |

| Пол    | Укупно | Неожењен/Неудата | Ожењен/Удата | Удовац/Удовица | Разведен/Разведена | Непознато |
| ------ | ------ | ---------------- | ------------ | -------------- | ------------------ | --------- |
| Мушки  | 288    | 97               | 167          | 14             | 9                  | 1         |
| Женски | 275    | 34               | 174          | 59             | 8                  | 0         |
| УКУПНО | 563    | 131              | 341          | 73             | 17                 | 1         |

| Пол    | Укупно                    | Пољопривреда, лов и шумарство | Рибарство                            | Вађење руде и камена | Прерађивачка индустрија       |
| ------ | ------------------------- | ----------------------------- | ------------------------------------ | -------------------- | ----------------------------- |
| Мушки  | 139                       | 23                            | 0                                    | 33                   | 40                            |
| Женски | 77                        | 29                            | 0                                    | 1                    | 35                            |
| УКУПНО | 216                       | 52                            | 0                                    | 34                   | 75                            |
| Пол    | Производња и снабдевање   | Грађевинарство                | Трговина                             | Хотели и ресторани   | Саобраћај, складиштење и везе |
| Мушки  | 1                         | 12                            | 1                                    | 5                    | 3                             |
| Женски | 0                         | 0                             | 2                                    | 3                    | 1                             |
| УКУПНО | 1                         | 12                            | 3                                    | 8                    | 4                             |
| Пол    | Финансијско посредовање   | Некретнине                    | Државна управа и одбрана             | Образовање           | Здравствени и социјални рад   |
| Мушки  | 0                         | 6                             | 9                                    | 0                    | 0                             |
| Женски | 0                         | 1                             | 2                                    | 2                    | 0                             |
| УКУПНО | 0                         | 7                             | 11                                   | 2                    | 0                             |
| Пол    | Остале услужне активности | Приватна домаћинства          | Екстериторијалне организације и тела | Непознато            | Непознато                     |
| Мушки  | 6                         | 0                             | 0                                    | 0                    | 0                             |
| Женски | 1                         | 0                             | 0                                    | 0                    | 0                             |
| УКУПНО | 7                         | 0                             | 0                                    | 0                    | 0                             |